# Случайная вакансия
«Случайная вакансия» (англ. The Casual Vacancy) — книга Дж. К. Роулинг. Первый роман, написанный автором после окончания серии о Гарри Поттере, первый роман, ориентированный на взрослую и подростковую аудиторию. Книга, выпущенная издательством Little, Brown and Company, вышла в Великобритании 27 сентября 2012 года. На русском языке книгу выпустило издательство Иностранка, старт продаж состоялся в полночь с 12 на 13 февраля 2013 года.
Основными темами книги являются классовые, политические и социальные проблемы. Роман стал самым быстро продаваемым за последние два года[когда?] и вторым бестселлером за первую неделю продаж после «Утраченного символа» Дэна Брауна.
Права на экранизацию романа купила компания BBC, телесериал вышел на телеэкраны в 2015 году.

## Сюжет
Действие книги разворачивается в вымышленном английском городе Пэгфорд, название которого Джоанн Роулинг придумала, объединив названия двух реальных английских городов Ньюпорт Пэгнелл (Newport PAGnell) и Чагфорд (Chagford).
В Пэгфорде на 45-м году жизни скоропостижно скончался член местного совета, Барри Фейрбразер. Это событие повергло горожан в шок. В провинциальном английском городке с мощёной рыночной площадью и древним монастырём, казалось бы, царит идиллия. На самом деле тихий городок уже давно находится в состоянии войны. Богатые конфликтуют с бедными, подростки — с родителями, жёны — с мужьями, а учителя — с учениками. Пэгфорд не такой, каким кажется на первый взгляд, и освободившееся кресло в местном совете только обостряет все эти конфликты, что грозит привести к войне.

## Персонажи
- Барри Фейрбразер.

Член Пэгфордского местного совета, заступник предместья Филдс («Поля»). Тренировал команду средней школы «Уинтердаун» по гребле.
- Мэри Фейрбразер.

Вдова Барри Фейрбразера.
- Говард Моллисон.

Председатель Пэгфордского местного совета, владелец кулинарии «Моллисон энд Лоу» на главной площади. Страдает от ожирения, перенёс инфаркт.
- Ширли Моллисон.

Жена Говарда Моллисона, администратор веб-сайта Пэгфордского местного совета.
- Майлз Моллисон.

Сын Говарда и Ширли, долевой партнёр адвокатской конторы «Эдвард Коллинз и компания». Кандидат на вакансию в Пэгфордском местном совете.
- Саманта Моллисон.

Жена Майлза, хозяйка бутика «Идеальные чашки для пышной милашки», торгующего женским бельём.
- Морин Лоу.

Совладелица пэгфордской кулинарии, вдова первоначального партнёра Говарда Моллисона.
- Кристал Уидон.

Живёт в неблагополучном предместье Филдс с матерью-наркоманкой, приглядывает за младшим братом, Робби, чтобы его не забрали органы опеки.
- Терри Уидон.

Проститутка и героинщица, мать Кристал и Робби. Проходит курс лечения метадоном в клинике «Беллчепел».
- Колин Уолл по прозвищу Кабби.

Заместитель директора средней школы «Уинтердаун». Считая себя лучшим другом Барри Фейрбразера, выдвигает свою кандидатуру на вакансию в Пэгфордском местном совете.
- Тесса Уолл.

Жена Кабби, педагог-психолог в средней школе «Уинтердаун». Регулярно проводит беседы с Кристал Уидон.
- Стюарт Уолл по прозвищу Пупс.

Сын Колина и Тессы, популярный в школе возмутитель спокойствия. Лучший друг Эндрю Прайса, ухажёр Кристал Уидон.
- Эндрю Прайс по прозвищу Арф.

Сын Саймона и Рут, старший брат Пола, лучший друг Пупса Уолла. Влюблён в Гайю Боден, новенькую в средней школе «Уинтердаун», и, чтобы чаще её видеть, тоже устраивается подрабатывать по выходным в кафе «Медный чайник», открывшееся при кулинарии «Моллисон энд Лоу». Страдает от аллергии на арахис.
- Саймон Прайс.

Муж Рут Прайс, отец Эндрю и Пола. Работает в ярвилской типографии «Харкорт-Уолш», не гнушается левыми заказами. Выдвигает свою кандидатуру на вакансию в Пэгфордском местном совете.
- Рут Прайс.

Жена Саймона, мать Эндрю и Пола. Медсестра в Юго-Западной клинической больнице Ярвила, приятельница Ширли Моллисон.
- Кей Боден.

Инспектор социальной службы, мать Гайи. Переехала в Пэгфорд из Лондона, чтобы быть рядом с Гэвином Хьюзом. Временно, пока другой инспектор на больничном после нервного срыва, курирует семейство Уидон.
- Гэвин Хьюз.

Зарплатный партнёр адвокатской конторы «Эдвард Коллинз и компания», ненадёжный ухажёр Кей Боден. Как и Колин Уолл, считает себя лучшим другом Барри. Часто играл с Барри в сквош.
- Гайя Боден.

Дочь Кей, недовольная переездом из Лондона. Очень привлекательная девушка, объект всеобщего поклонения в средней школе «Уинтердаун». Выбирает в подруги Сухвиндер Джаванду. Терпеть не может Пэгфорд.
- Парминдер Джаванда по прозвищу Бен-Задира (так прозвал Джаванду Говард Моллисон).

Врач, мать Сухвиндер Джаванды и ещё двоих детей, жена Викрама Джаванды. Член Пэгфордского местного совета, соратник Барри Фейрбразера в борьбе за то, чтобы предместье Филдс осталось частью Пэгфорда.
- Викрам Джаванда.

Хирург, отец Сухвиндер Джаванды и ещё двоих детей, муж Парминдер Джаванды. Проводил операцию Говарду Моллисону по четвёрному шунтированию сердца.
- Сухвиндер Джаванда.

Дочь Викрама и Парминдер, объект издевательств Пупса Уолла. Вместе с Кристал Уидон входила в команду средней школы «Уинтердаун» по гребле. Прячет в ухе любимого плюшевого зайца бритвенное лезвие, каким производит акты самоповреждения.

## Работа над книгой
По ошибке английского издателя в первом пресс-релизе персонаж Барри Фейрбразер был назван Барри Фейрвитером. Изначально планировалось, что в книге будет 480 страниц.
Аудиокнигу на английском языке озвучит актёр Том Холландер.

## Продажи и награды
За шесть дней с начала продаж в США было продано 375 тысяч экземпляров книги. Всего за первые три недели было продано более 1 миллиона экземпляров книги на английском языке по всему миру.
Книга была признана лучшей в 2012 году в категории «Fiction» на Goodreads Choice Awards.